# Åbenrå Amt

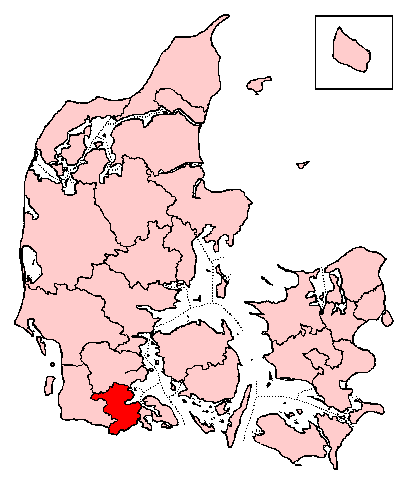
Lage des Aabenraa Amt in Dänemark

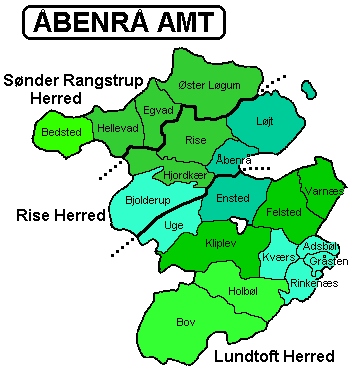
Åbenrå Amt. Mit unterschiedlichen Grüntönen sind die Gebiete der sieben Kommunen markiert, die durch die Kommunalreform 1970 entstanden sind und danach zum Sønderjyllands Amt gehörten.

Åbenrå Amt, Schreibweise auch Aabenraa Amt entsprechend den Schreibweisen Åbenrå beziehungsweise Aabenraa, war bis 1932 ein  Amtsbezirk (amtskreds) in Dänemark. Als politischer Bezirk (amtsrådskreds) bewahrte er seine Eigenständigkeit bis 1970.
Åbenrå Amt bestand aus drei Harden (dän.: Herred):
- Lundtoft
- Rise
- Sønder-Rangstrup

## Geschichte

### Amt Apenrade
Das Amt Apenrade konstituierte sich im Mittelalter als Lehnsdistrikt um die landesherrliche Burg Brundlund nahe der Fördestadt Apenrade. Bis dahin hatte der größte Teil des Territoriums zum Ellumsyssel gehört, nämlich die Riesharde, das Birk Warnitz und die (erst 1850 vom Amt Tondern abgetretene) Lundtoftharde, während die Süderrangstrupharde zum Barwittsyssel gehört hatte. Bei der Landesteilung 1544 fiel das Amt an Gottorf, wo es bis 1713 blieb. Danach war es ein königliches Amt, das bis 1850 denselben Amtmann mit dem kleinen Amt Lügumkloster hatte. Ab 1850 gehörten die Lundtoftharde und alle Güter im Gebiet zum Amt, dessen Amtmann nun auch die Ämter Sonderburg und Norburg verwaltete. Als Amt war es sowohl für die Rechtsprechung als auch für die Verwaltung zuständig. Übergeordnet war das Obergericht Gottorfbzw. ab 184 die Schleswig-Holsteinische Regierung auf Schloß Gottorf.
Nach dem Krieg von 1864 wurde Schleswig – und damit das Amt Apenrade – von Preußen und Österreich besetzt und 1867 von Preußen annektiert. Das Amt wurde dann in Bezug auf die Verwaltung in den preußischen Kreis Apenrade umgewandelt. Die Gerichtsfunktion übernahm das Amtsgericht Apenrade. Letzter Amtmann und erster Landrat war Werner von Levetzau.

### Åbenrå Amt
Nachdem die Mehrheit der Bevölkerung in Nordschleswig am 10. Februar 1920 bei der Volksabstimmung für Dänemark votiert hatte, wurde der Kreis am 15. Juni an Dänemark abgetreten. Dabei wurde aus dem Kreis und dem Großteil des Amtsbezirks Bau sowie der Landgemeinde Fröslee des Kreises Flensburg-Land das Åbenrå Amt gebildet.
1932 wurden Åbenrå Amt und das benachbarte Sønderborg Amt zum Aabenraa-Sønderborg Amt zusammengefasst. Dabei bewahrten beide Amtskreise ihre Funktion als politische Einheit (amtsrådskreds), indem zwei getrennte Amtsvertreterversammlungen bestehen blieben. Administrativ wurden sie aber vereinigt und einem gemeinsamen Amtsvorsteher unterstellt. Mit der dänischen Kommunalreform zum 1. April 1970 gingen beide Amtsratskreise im neuen Sønderjyllands Amt auf. Dabei wurden aus den Kirchspielen (dän.: Sogn) des Amtes folgende Kommunen im Sønderjyllands Amt gebildet:
- Bov (aus den Kirchspielen Bov und Holbøl)
- Gråsten (aus den Kirchspielen Rinkenæs und Kværs sowie der bereits 1957 vereinigten Gemeinde Gråsten-Adsbøl)
- Lundtoft (aus den Kirchspielen Kliplev, Felsted und Varnæs)
- Løgumkloster (u. a. aus dem Kirchspiel Bedsted)
- Rødekro (aus den Kirchspielen Egvad, Hellevad, Hjordkær, Øster Løgum und dem größten Teil von Rise)
- Tinglev (u. a. aus den Kirchspielen Bjolderup und Uge)
- Aabenraa (aus den Kirchspielen Aabenraa, Løjt, Ensted und dem Rest des Rise Sogn)